# Laguna de Ixpaco
Laguna de Ixpaco är en sjö i Guatemala.   Den ligger i departementet Departamento de Santa Rosa, i den södra delen av landet, 50 km söder om huvudstaden Guatemala City. Laguna de Ixpaco ligger 1 116 meter över havet. I omgivningarna runt Laguna de Ixpaco växer huvudsakligen savannskog.